# Jean-Guillaume Carlier

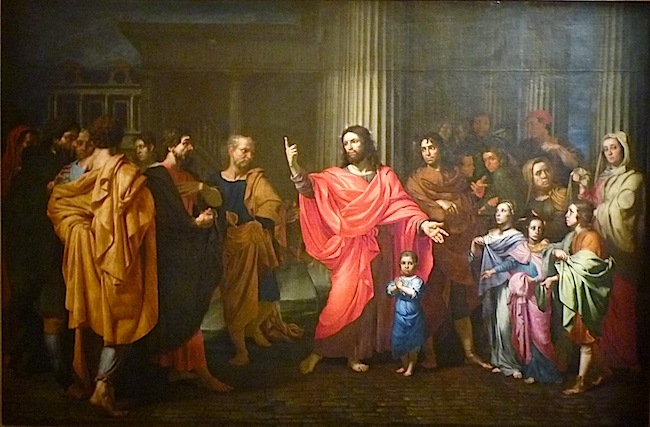
Chrystus gromadzący dzieci wokół siebie, ok. 1670

Jean-Guillaume Carlier (ur. 3 czerwca 1638 w Liège, zm. 1 kwietnia 1675 tamże) – malarz flamandzki.

## Życiorys
Był uczniem Bertholeta Flémala, początkowo tworzył w stylu caravaggionistów, później został naśladowcą Nicolasa Poussina. Zachowało się ok. 15 nie datowanych jego obrazów. Około 1670 wyjechał ze swoim nauczycielem do Paryża, gdzie pracował dla dworu królewskiego. Zmarł przedwcześnie w 37. roku życia.

## Wybrane prace
- Uzdrowienie opętanego, Moguncja,
- Chrzest Chrystusa, katedra w Liège,
- Święty Jan Chrzciciel, Liège,
- Męczeństwo św. Dionizego -  ok, 1666, obraz plafonowy wykonany dla kościoła Karmelitów Bosych w Liège zniszczony w 1794 roku i znany tylko ze szkicu znajdującego się w Brukseli i dwóch kopii w kościele St Denis i w Musee de l'Art w Liège.
- Chrystus gromadzący dzieci wokół siebie -  ok. 1670, olej na płótnie, 127 x 195 cm Liège, Albert Vandervelden’s collection